# 1946

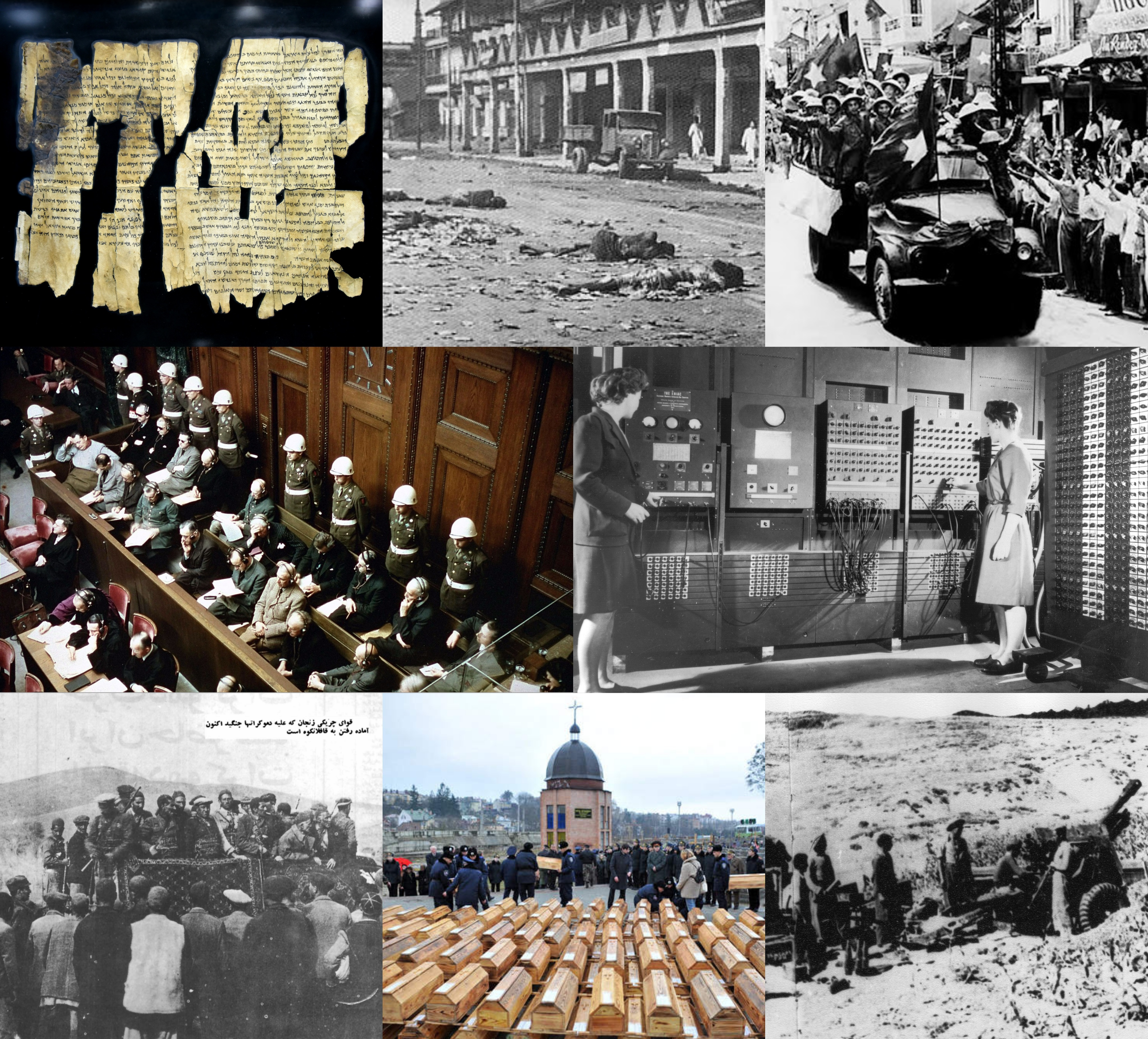

1946 (MCMXLVI) là một năm thường bắt đầu vào Thứ ba của lịch Gregory, năm thứ 1946 của Công nguyên hay của Anno Domini, the năm thứ 946  của thiên niên kỷ 2, năm thứ 46  của thế kỷ 20, và năm thứ  7   của thập niên 1940. 

## Sự kiện

### Tháng 1
- 1 tháng 1: Thiên hoàng Nhật Bản thừa nhận không phải thần thánh.
- 3 tháng 1: Khai mạc hội nghị đình chiến giữa chính phủ Quốc Dân và lực lượng cộng sản Trung Quốc.
- 5 tháng 1: Nước cộng hòa nhân dân Mông Cổ thành lập.
- 6 tháng 1: Tổng tuyển cử đầu tiên tại Việt Nam.
- 7 tháng 1: Tại Trùng Khánh, Hoa Kỳ làm trung gian hòa đàm giữa chính phủ Quốc Dân và Đảng cộng sản Trung Quốc.
- 9 tháng 1: Stalin đọc diễn văn nêu lên nguy cơ chiến tranh với chủ nghĩa đế quốc trong tương lai.
- 10 tháng 1
  - Đảng cộng sản Trung Quốc và chính phủ Quốc Dân đạt được thỏa thuận đình chiến 1 tháng.
  - Cuộc họp đầu tiên của Liên Hợp Quốc diễn ra tại Westminster, Luân Đôn
- 11 tháng 1: Thành lập nước cộng hòa nhân dân Albania.
- 17 tháng 1: Hội đồng bảo an Liên hợp quốc họp lần thứ 1.
- 20 tháng 1: Charles de Gaulle từ chức tổng thống Pháp
- 23 tháng 1: George F. Kennan đã viết "Bức điện Dài" cho biết cách nhìn nhận của ông về những mục tiêu và ý định của giới lãnh đạo Liên Xô

### Tháng 2
- 2 tháng 2: Thành lập nước cộng hòa Hungary
- 8 tháng 2: Tại Bắc Triều Tiên, thành lập nhân dân ủy viên hội.
- 15 tháng 2: Trung Quốc thành lập bộ quốc phòng
- 19 tháng 2: Tại Ấn Độ, 2 vạn quân nổi dậy chống thực dân Anh
- 21 tháng 2: Nhân dân Ấn Độ gây bạo loạn chống thực dân Anh
- 24 tháng 2: Juan Perón được bầu cử làm tổng thống Argentina.
- 28 tháng 2: Trung Hoa Dân Quốc và thực dân Pháp ký Hiệp ước Hoa - Pháp.

### Tháng 3
- 2 tháng 3: Quốc hội Việt Nam hội kỳ đầu tiên, chính phủ liên hiệp kháng chiến thành lập. Anh rút quân khỏi miền nam Iran
- 3 tháng 3: Ban thường vụ Trung ương Đảng họp, Hồ Chí Minh ra giải pháp " hòa để tiến".
- 5 tháng 3: Thủ tướng Anh Churchill dùng khái niệm bức tường sắt để nói về sự chia cắt Đông. Tây Âu.
- 6 tháng 3: Ký kết hiệp định Sơ bộ, Pháp mở cuộc tiến công Nam Bộ và Nam Trung Bộ.
- 25 tháng 3: Đảng cộng sản Trung Quốc hạ lệnh chiếm lĩnh các thành phố ở Mãn Châu sau khi Liên Xô rút quân.
- 30 tháng 3: Nội chiến Hy Lạp bùng nổ.

### Tháng 4
- 1 tháng 4: Một trận động đất sóng thần tại bang Hawaii khiến 165-173 người chết
- 5 tháng 4: Liên Xô rút quân khỏi miền Bắc Iran
- 14 tháng 4: Hồng quân Trung Quốc giải phóng Trường Xuân.
- 17 tháng 4: Thành lập nước cộng hòa Syria.

### Tháng 5
- 5 tháng 5: Chính phủ Trung Hoa Dân Quốc từ Trùng Khánh trở về Nam Kinh.
- 16 tháng 5: Kết thúc chiến dịch Mạnh Lương Cổ.
- 19 tháng 5: Quốc quân tiến công Tứ Bình
- 22 tháng 5: Quân đội quốc gia Việt Nam thành lập.
- 31 tháng 5: Phái đoàn Việt Nam do Phạm Văn Đồng dẫn đầu tham dự hội nghị Fontainebleau.

### Tháng 6
- 9 tháng 6: Vua Rama IX đăng quang
- 2 tháng 6: Nước cộng hòa Ý thành lập.
- 3 tháng 6: Interpol được sáng lập lại
- 5 tháng 6: Tại Trung Quốc, Quốc Cộng song phương đạt được thỏa thuận Đông Bắc đình chiến

### Tháng 7
- 1 tháng 7: Tỉnh Tân Cương thành lập chính quyền liên hiệp.
- 3 tháng 7: Tại Đông Bắc Trung Quốc, Đảng cộng sản khai mạc đại hội nghị.
- 4 tháng 7: Nước cộng hoà Philippines thành lập
- 6 tháng 7: Hòa đàm giữa Pháp và Việt Nam khai mạc tại Phongtenneblo.
- 11 tháng 7: Tại Côn Minh Trung Quốc xảy ra bạo loạn chống chính quyền
- 20 tháng 7:
  - Tưởng Giới Thạch phát động cuộc chiến tranh chống cộng.
  - Nội chiến Trung Quốc lần 2 bùng nổ.
  - Hồng quân Công nông Trung Quốc giải phóng Đại Đồng
- 26 tháng 7: Quân đội Trung Hoa Dân Quốc tiến công khu giải phóng tại Hoa Bắc.

### Tháng 8
- 19 tháng 8: Ấn Độ và Nepal phát sinh xung đột biên giới
- 28 tháng 8: Đảng cộng sản Triều Tiên và đảng Tân Dân hợp nhất thành đảng lao động Triều Tiên

### Tháng 9
- 8 tháng 9: Nước cộng hòa Bungaria thành lập.
- 11 tháng 9: Thông qua Hiến pháp đầu tiên của nước Việt Nam Dân chủ cộng hòa.
- 14 tháng 9: Ký kết Tạm ước.
- 24 tháng 9: Báo cáo Clifford-Elsey được trình bày cho Truman. Tài liệu này liệt kê những vi phạm thỏa thuận của Liên Xô với Hoa Kỳ
- 27 tháng 9: Nikolai Vasilevich Novikov "bức điện Novikov", trong đó, ông nói rằng Hoa Kỳ đang "đấu tranh cho uy quyền thế giới.

### Tháng 10
- 26 tháng 10: Chính phủ Quốc Dân đề xuất hòa đàm lần thứ 3 với đảng cộng sản Trung Quốc

### Tháng 11
- 4 tháng 11: Thành lập Tổ chức giáo dục, Khoa học và Văn hóa Liên hợp quốc (UNESCO).
- 9 tháng 11: Thông qua Hiến pháp đầu tiên của Việt Nam (Hiến pháp 1946)
- 15 tháng 11:
  - Hà Lan thừa nhận nền độc lập của Indonesia.
  - Quốc dân đại hội được tổ chức tại Nam Kinh
- 19 tháng 11: Afghanistan, Thụy Điển và Ireland gia nhập Liên hợp quốc.

### Tháng 12
- 11 tháng 12: Thành lập quỹ nhi đồng Liên Hợp Quốc.
- 12 tháng 12: Ban thường vụ Trung ương ra lời kêu gọi toàn quốc kháng chiến.
- 18 tháng 12: Pháp ra tối hậu thư kêu gọi lực lượng tự vệ quân tại Hà Nội giải tán
- 19 tháng 12: Hồ Chí Minh ra lời kêu gọi Toàn quốc kháng chiến chống thực dân Pháp xâm lược.
- 24 tháng 12: Thành lập nền cộng hòa thứ 4 tại Pháp.

## Sinh

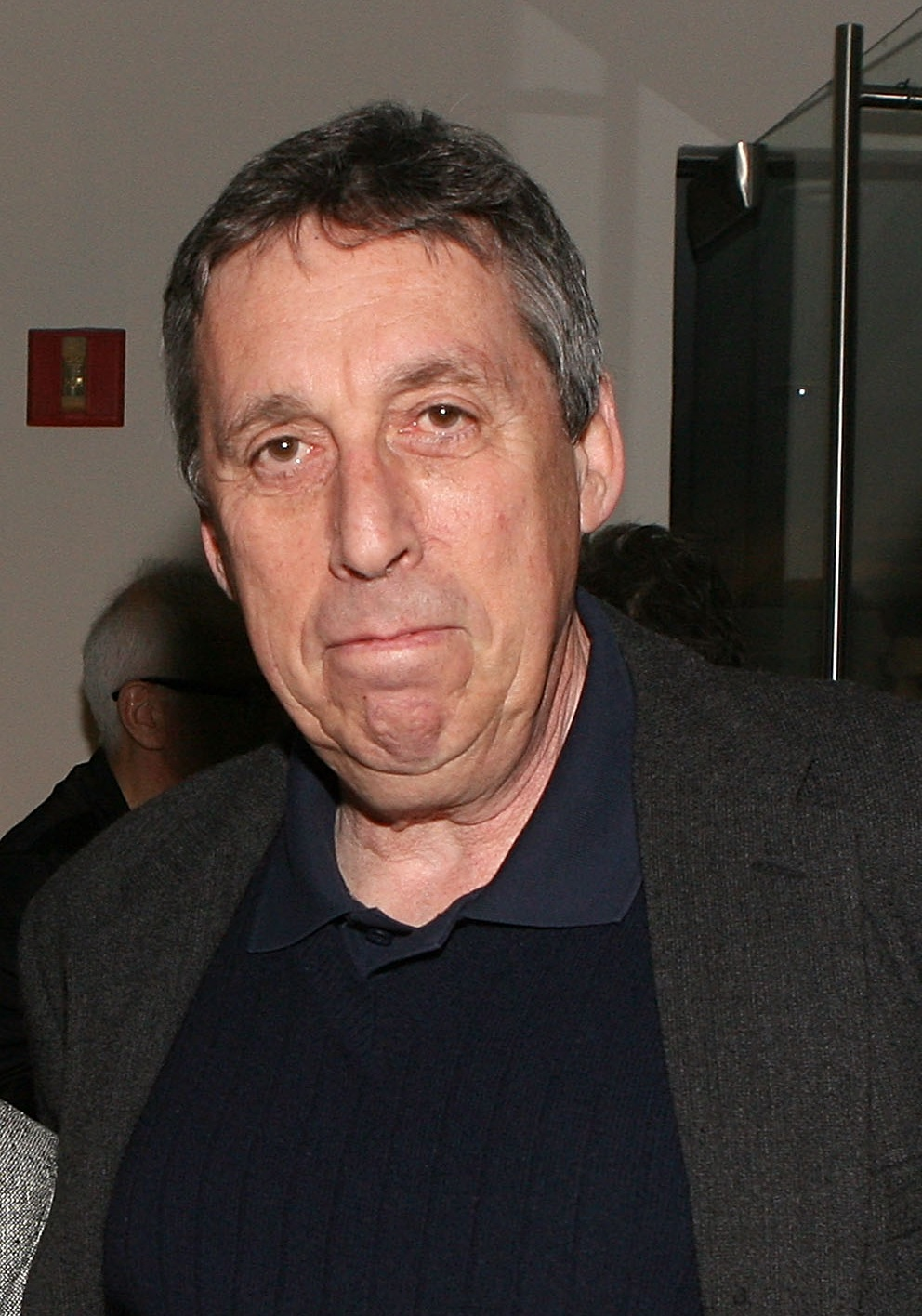
Ivan Reitman

- Tháng 1
  - 1 tháng 1 – Lê Thụy Hải, cầu thủ kiêm huấn luyện viên Bóng đá người Việt Nam (m .2021)
  - 5 tháng 1 – Diane Keaton, diễn viên Mỹ
  - 19 tháng 1 – Dolly Parton, ca sĩ, diễn viên Mỹ
- Tháng 2
  - 5 tháng 2   Charlotte Rampling, diễn viên Anh
  - 21 tháng 2 – Alan Rickman, nam diễn viên
  - 26 tháng 2 - Ahmed Zewail, nhà hóa học người Mỹ gốc Ai Cập (m. 2016)
- Tháng 3
  - 9 tháng 3 - Triệu Thị Chơi, Nhà giáo Ưu tú, Nghệ nhân dân gian người Việt Nam (m .2021)
- Tháng 4
  - 30 tháng 4 - Monique Marie Eugene Baudot, Vợ phi hoàng Pháp cuối cùng của Bảo Đại (m .2021)
- Tháng 5
- 7 tháng 5 - Michael Rosen, nhà thơ, nhà văn người Anh
- Tháng 6
  - 4 tháng 6 - Nguyễn Phúc Phương Thảo, con của Bảo Đại
  - 11 tháng 6 - Lê Cung Bắc, đạo diễn, diễn viên, Nghệ sĩ Ưu tú người Việt Nam (m .2021)
  - 14 tháng 6 – Donald Trump, Tổng thống thứ 45 và 47 của Mỹ
- Tháng 7
  - 1 tháng 7 - Đinh Văn Bồng, Thiếu tướng, là một sĩ quan cao cấp của Quân đội nhân dân Việt Nam (m. 2021)
  - 6 tháng 7 – George W. Bush, Tổng thống thứ 43 của Mỹ
  - 20 tháng 7 - Hoàng Vĩnh Giang, là một nhà hoạt động thể thao tại Việt Nam. (m .2021)
- Tháng 8
  - 19 tháng 8 – Bill Clinton, Tổng thống thứ 42 của Mỹ
- Tháng 9
  - 18 tháng 9 - Minh Sang, nghệ sĩ ưu tú, nghệ sĩ cải lương Việt Nam (m .2021)
- Tháng 10
  - 27 tháng 10 - Ivan Reitman, đạo diễn và nhà sản xuất phim người Canada gốc Tiệp Khắc. (m .2022)
- Tháng 11
  - 8 tháng 11 – Quỳnh Giao, ca sĩ người Việt Nam (m. 2014).
- Tháng 12
  - 2 tháng 12 - Huỳnh Thiện Hùng, Đại tá Việt Nam. (m .2022)

## Mất
- 20 tháng 2 - Dương Văn Dương, Thiếu tướng Việt Nam Dân chủ Cộng hòa (sinh 1900)
- 15 tháng 10 - Hermann Göring, chính trị gia người Đức (sinh 1893)
- 16 tháng 10 - Alfred Jodl, sĩ quan chỉ huy cao cấp của quân đội Đức Quốc xã (sinh 1890)
- 16 tháng 10 - Wilhelm Keitel, Thống chế, chỉ huy trưởng Bộ tư lệnh tối cao (OKW) của quân đội Đức Quốc xã (sinh 1882)

## Giải Nobel
- Vật lý - Percy Williams Bridgman
- Hóa học - James B. Sumner, John Howard Northrop, Wendell Meredith Stanley
- Y học - Hermann Joseph Muller
- Văn học - Hermann Hesse
- Hòa bình - Emily Greene Balch, John Mott